# یاونیلگاوا
یاونیلگاوا (به آلمانی: Friedrichstadt) یک شهر در لتونی با جمعیت ۲٬۲۴۵ نفر است که در لتونی واقع شده‌است.

## نگارخانه

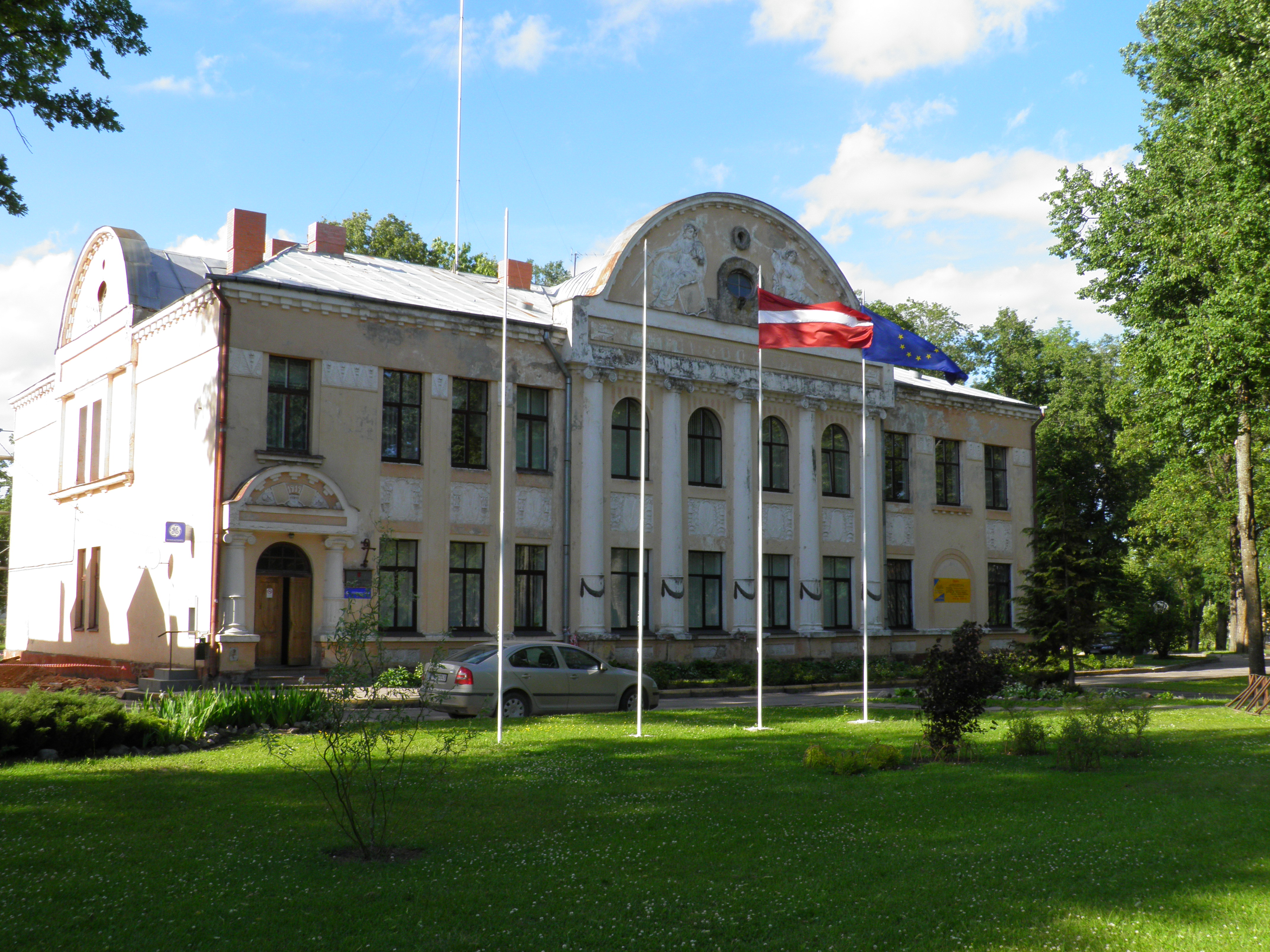
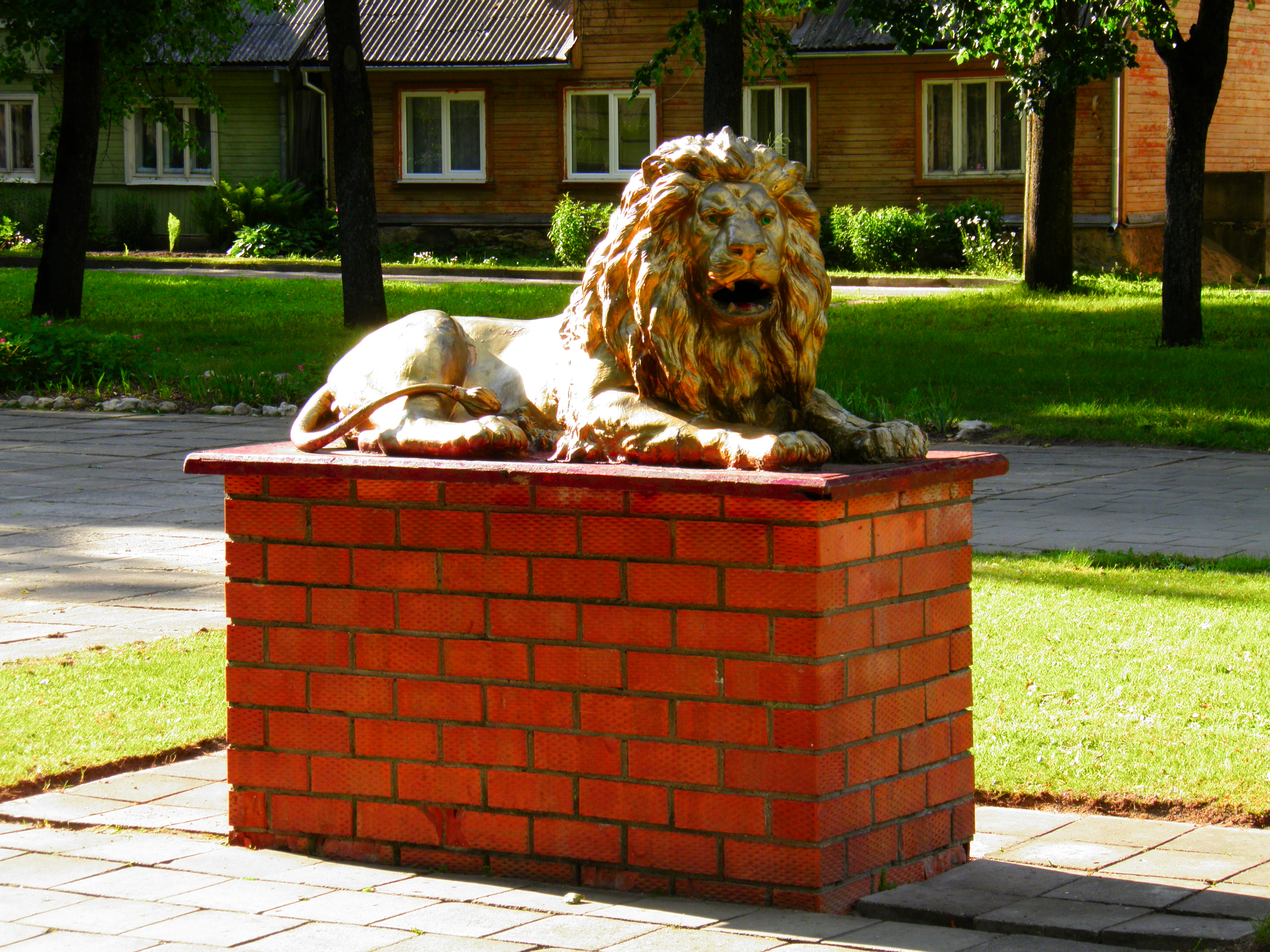
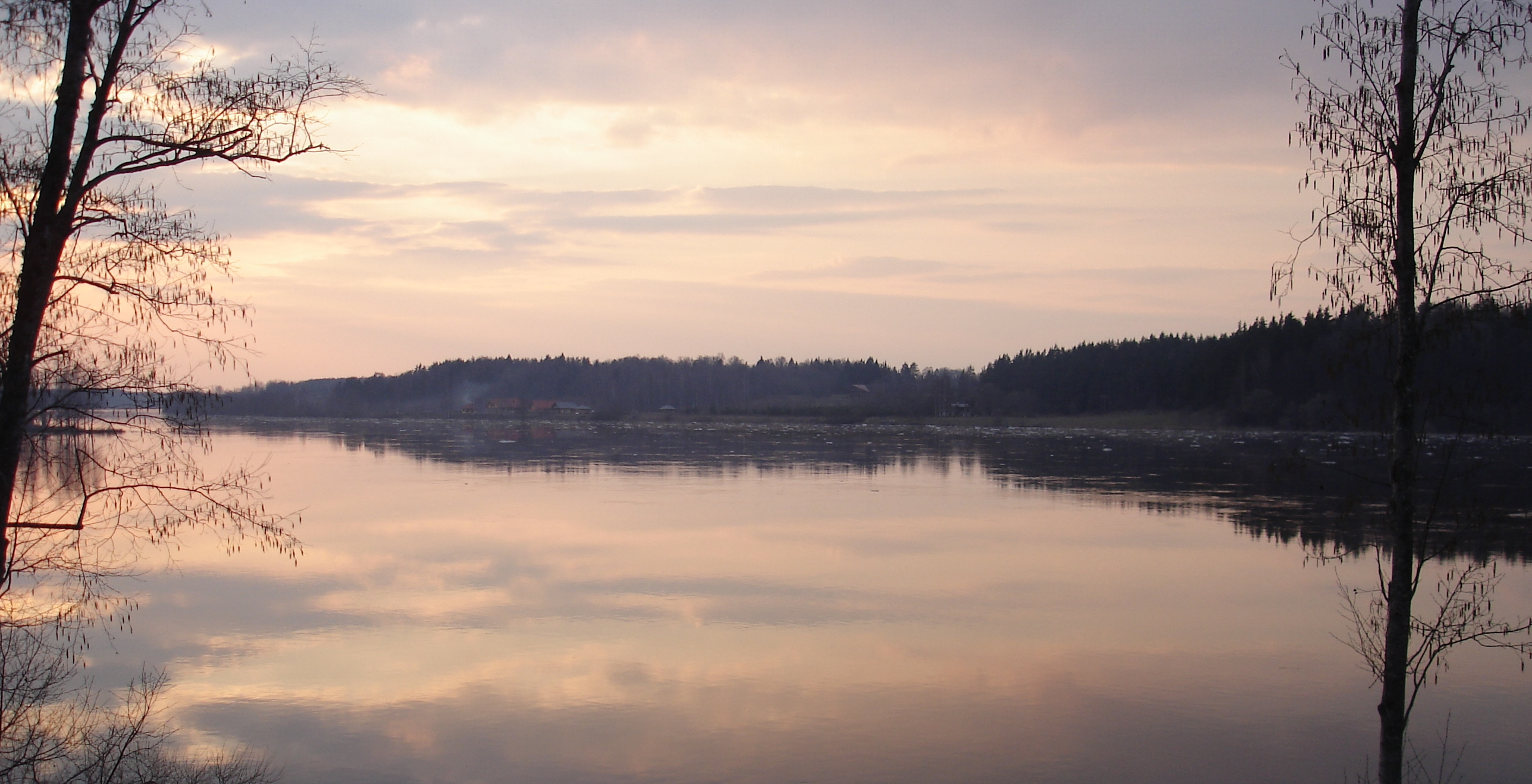
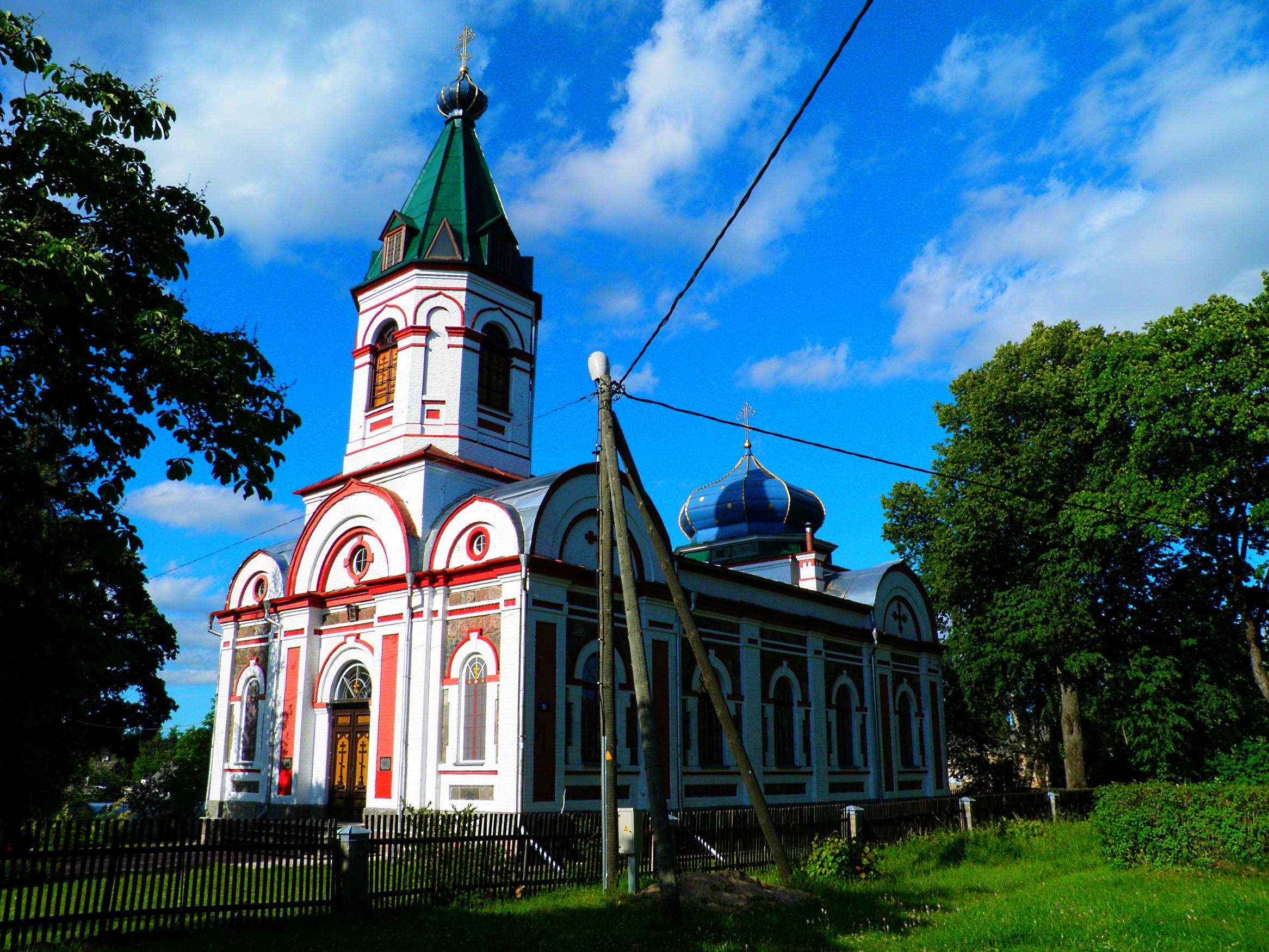
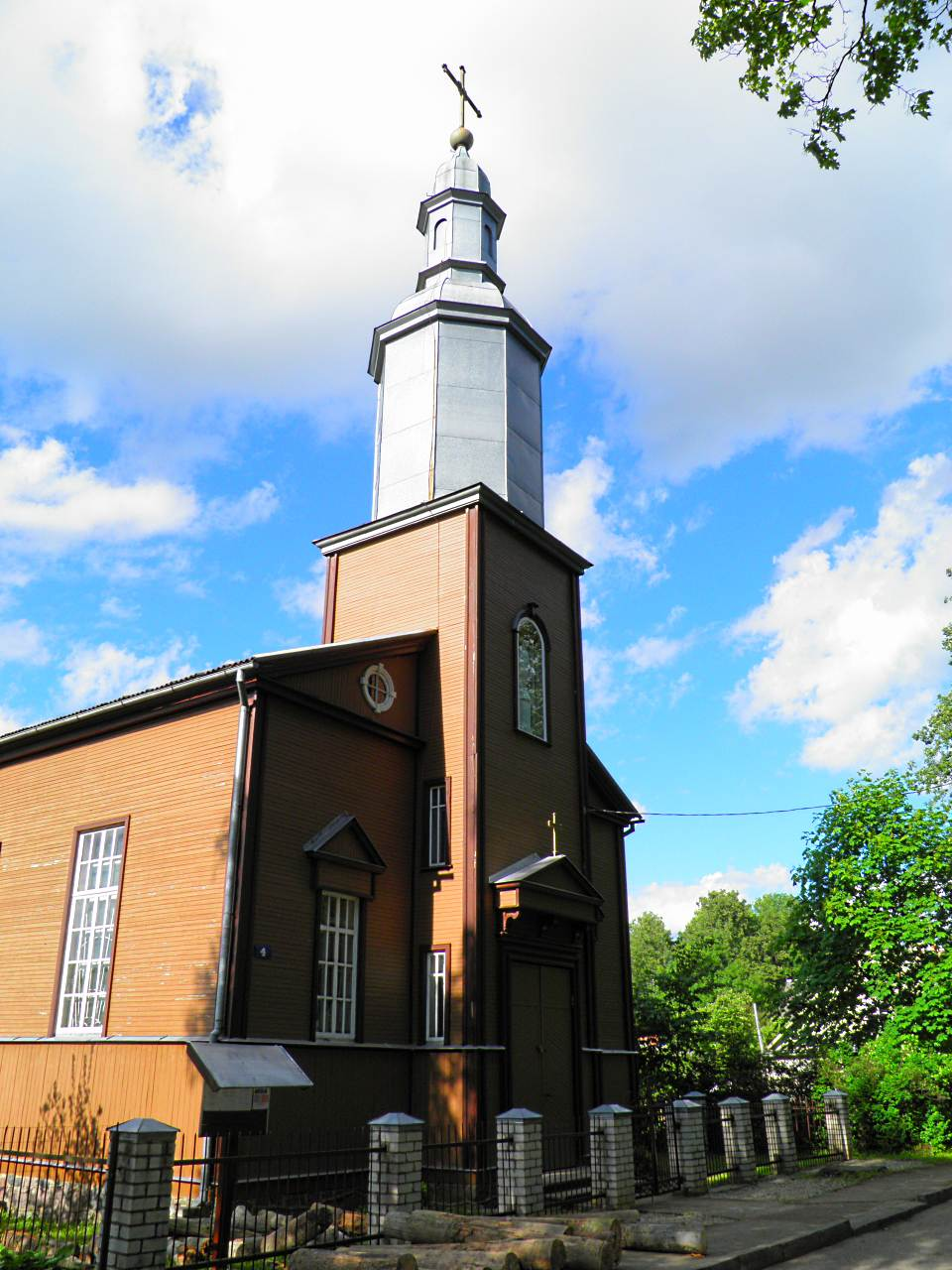
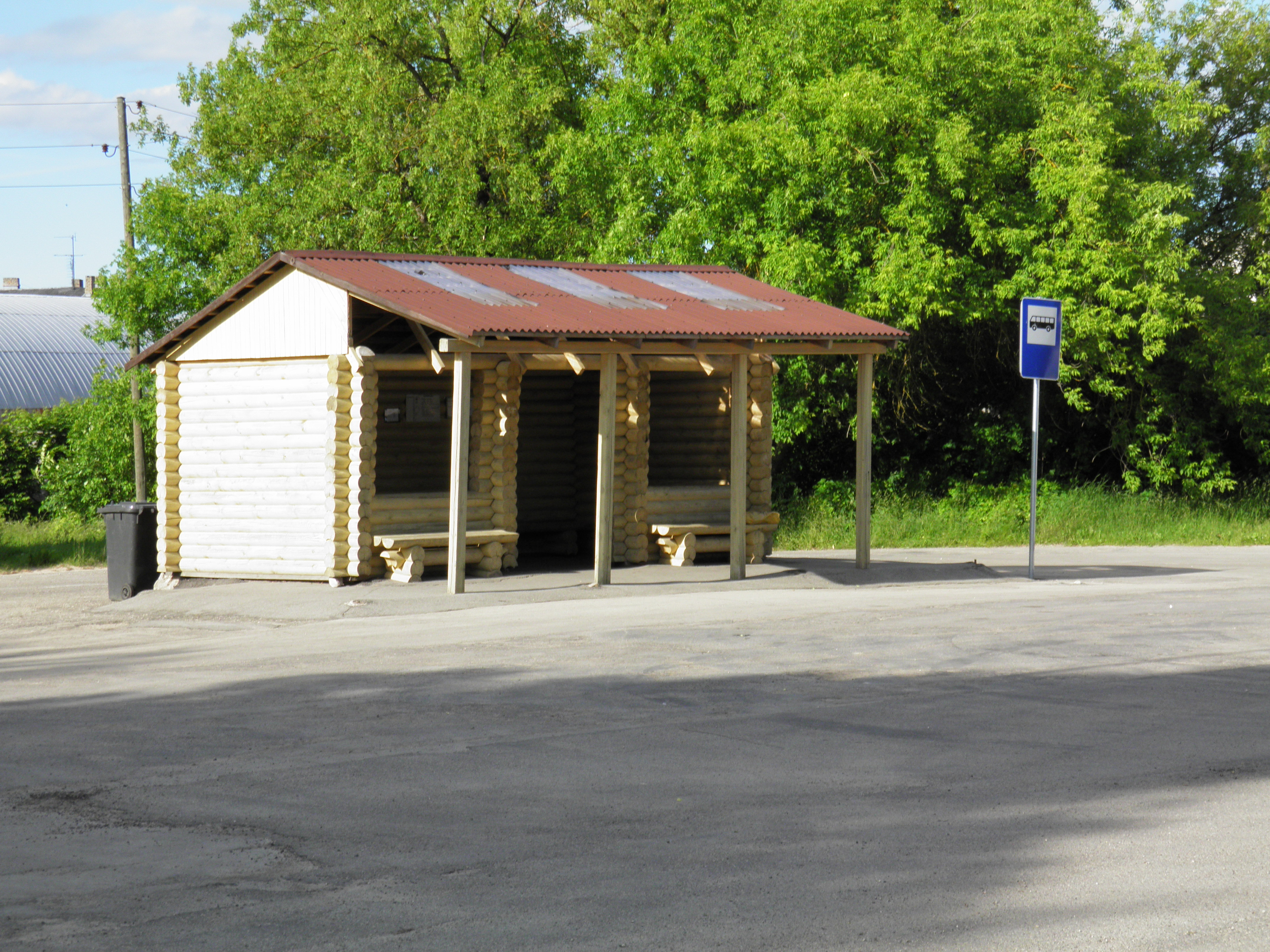